# Axel Westling
Erik Axel Westling, född 10 oktober 1897 i Örebro församling i Örebro län, död 15 oktober 1957 i Karlstads församling i Värmlands län, var en svensk ämbetsman.

## Biografi
Westling avlade studentexamen 1915 och filosofie kandidatexamen vid Göteborgs högskola 1919, varpå han studerade juridik vid Stockholms högskola. Han var amanuens i Socialdepartementet 1922–1929 och tillförordnad förste kanslisekreterare i Kommunikationsdepartementet 1929–1932. Åren 1932–1942 tjänstgjorde han i Finansdepartementet: som tillförordnad förste kanslisekreterare 1932–1933, som förste kanslisekreterare 1933–1934 och som expeditionschef 1934–1942, från 1936 som kansliråd. Därefter var han statssekreterare i Kommunikationsdepartementet 1942–1945. Under 1920-, 1930- och 1940-talen tjänstgjorde han därtill i flera statliga utredningar. Westling var landshövding i Värmlands län från 1945 till sin död 1957.
Axel Westling var son till Arvid Westling och Karolina Andersson. Han gifte sig 1922 med Aina Stuart (1898–1981) och de hade sonen Harald Westling. Makarna Westling är begravna på Västra kyrkogården i Karlstad.

## Utmärkelser
- Riddare av Nordstjärneorden, 1932.[7]
- Kommendör av andra klassen av Nordstjärneorden, 5 juni 1937.[8]
- Kommendör av första klassen av Nordstjärneorden, 6 juni 1940.[9]